# Кахаров, Абдулахад Кахарович
Абдулахад Кахарович Кахаров (4 апреля (17 апреля) 1913, Канибадам, Ходжентский уезд, Самаркандская область, Российская империя — 12 февраля 1984, Душанбе, Таджикская ССР, СССР) — советский партийный и государственный деятель, председатель Совета Министров Таджикской ССР (1961—1973).

## Биография
Абдулахад Кахаров родился 17 апреля 1913 года в Канибадаме. В 1954 году заочно окончил Ленинабадский государственный педагогический институт имени С. М. Кирова, а в 1956-м прошел годичный курс подготовки партийных советских чиновников при ЦК КПСС (1956).
Начало политической карьеры
Трудовую деятельность начал в начале 1930-х годов инспектором Кокандского районного отдела труда. Позднее был повышен до поста председателя профсоюзного комитета строительных рабочих Канибадама, затем — до председателя профсоюзного завода консервного завода. Карьера молодого предпринимателя шла в гору, и в конце концов, он добивается первого в жизни политического поста — секретаря Пенджикентского райкома комсомола. В середине 1930-х входит в ряды Пенджикентского городского исполнительного комитета, после чего Кахарова назначают начальником отдела пропаганды Пенджикентского райкома партии (1935—1942).
В годы Второй мировой
В годы Второй Мировой войны сначала был заведующим отделом пропаганды и агитации Пенджикентского районного комитета партии (1939—1942), после чего на протяжении 9 месяцев был комиссаром стрелкового батальона 99-й особой стрелковой бригады в г. Ленинабад (ныне Худжанд) (февраль-октябрь 1942). Однако опыт в пропагандистской стезе сыграл свою роль и вскоре Кахарова назначают на пост заместитель заведующего отделом пропаганды и агитации Ленинабадского обкома КП(б) Таджикистана, который он занимал на протяжении года. Подъём по политической лестнице продолжился, и вскоре Кахаров стал первым секретарем Колхозчиенского (ныне Айнинского), а позднее и Науского (ныне Спитаменского), райкомов компартии (1943—1947).
Руководящие посты
В 1954 году заочно окончил Ленинабадский государственный педагогический институт имени С. М. Кирова.
Впервые пост председателя Кахаров занял в феврале 1954 года, возглавив Ленинабадский облисполком. Через полтора года стал заместителем председателя Совета Министров Таджикской ССР. Одновременно был назначен главным ответственным за Госплан Таджикской ССР. В 1961 году стал министром иностранных дел и председателем совета министров.
С 1973 года был на пенсии, возглавляя отдел архивов при Совете Министров Таджикской ССР с 1974 до смерти.
Умер от сердечного приступа 12 февраля 1984 года в Душанбе.
Технический техникум г. Канибадам после его смерти был переименован в его честь. Музей при техникуме, созданный в 1996-м году, называется в честь литературного псевдонима Кахарова «Туроби».

## Награды и почести
- Награждён тремя орденами Ленина, орденом Октябрьской Революции, тремя орденами Трудового Красного Знамени, орденами Отечественной войны 1-й и 2-й степени.
- Заслуженный работник культуры Таджикской ССР (1983).